# 917
917 је била проста година.

## Догађаји
- 20. август – Битка код Анхијала (917)
- Започели Српско-бугарски ратови (917–924)

### Децембар
- Википедија:Непознат датум — Битка код Катасиртаија

- 20. август – Битка код Ахелоја: византијске експедиционе снаге (62.000 људи) под генералом Лавом Фоком (Старијим) су разбијене од стране Бугара код реке Ахелој у близини тврђаве Анхиалос (савремено Поморије) на обали Црног мора. Фока бежи у Месембрију (савремени Несебар) и бежи укрцавањем на брод. Цар Симеон I постаје  владар целог Балканског полуострва, осим добро заштићене византијске престонице Цариграда и Пелопонеза.
- Пад – Битка код Катасиртаја: Бугарска војска под Симеоном I  маршира на југ ка Цариграду. Лав Фока, који је преживео у Анхелоусу, окупља последње византијске трупе да пресретну Бугаре пре него што стигну до престонице. Две војске сусрећу се у близини села Катасиртај, недалеко од Цариграда. После изненадног ноћног напада, Византинци су потпуно разбијени са бојног поља.
- Бугарско-српски рат: Симеон I шаље бугарске експедиционе снаге под Теодором Сигрицом и Мармаисом на Кнежевину Србију. Њих двојица наговарају Петра Гојниковића, српског кнеза који је формирао антибугарску коалицију, да се састану ради мировног споразума. Ухвате га и побуњеног кнеза шаљу у бугарску престоницу Преслав, где он умире у затвору. Симеон Петра замењује Павлом Брановићем, унуком српског кнеза Мутимира, који је живео у Преславу. Кнежевина Србија постаје вазална држава до 921. године.
- Мађари, након напада на Швапску, пљачкају и пале Базел (савремена Швајцарска). Нападају Лотарингију, уништавајући Верден и Мојенмутије, и многе манастире у Алзасу. Војвода Арнулф уз мађарску војну помоћ, поново осваја своју земљу од краља Конрада I из Источног франачког краљевства. Након овог догађаја, Баварска и Швапска пристају да одају почаст Мађарима.
- Битка код Конфеја: Нордијски Викинзи под Сигтригом Кехом побеђују и убију краља Аугаира Мака Ајлелу од Ленстера у бици. Сигтриг поново заузима Даблин и успоставља се као краљ, док се његов рођак Рагнал уа Имаир враћа у Енглеску и постаје краљ Нортамбрије.
- Битка код Темпсфорда: Енглеска војска предвођена Едвардом Старијим побеђује данске Викинге код Темпсфорда. Они јуришају на утврђени бурх и убијају краља Гутрума  Источне Англије, заједно са данским Јарловима Тоглосом и Маном.
- Битка код Сан Естебан де Гормаза: Омајадске снаге под Аби-Абдом опседају Сан Естебан де Гормаза (Северна Шпанија). Краљ Ордоњо II од Леона (кога подржава његов брат Фруела II од Астурије) удружује се са Санчом I, краљем Памплоне, и побеђује Мавре. Аби-Абда је заробљен и погубљен одсецањем главе.
- 5. септембар – Велико Јуе краљевство, касније преименовано у Јужни Хан, основао је Лиу Јан, бивши гувернер и војни саветник, у Пањуу (савремени Гуангдонг) и Гуангсију. Лиу Јан се проглашава за цара, а своју нећакињу Лиу Хуу даје за брака са Ванг Јанџуном, сином свог ривала Ванг Шенжи (Принц од Мин), како би учврстио однос између две државе.